# Schistura tubulinaris
Schistura tubulinaris és una espècie de peix de la família dels balitòrids i de l'ordre dels cipriniformes.

## Morfologia
- Els mascles poden assolir els 6,1 cm de longitud total.
- 12 radis tous a l'aleta dorsal i 8 a l'anal.
- Absència d'espines a les aletes dorsal i anal.
- Línia lateral completa.
- Entre 8 i 11 franges verticals als flancs.[2][3]

## Alimentació
Hom creu que es nodreix d'artròpodes.

## Hàbitat i distribució geogràfica
És un peix d'aigua dolça, bentopelàgic i de clima tropical, el qual es troba a la conca del riu Mekong a Laos: el riu Nam Theun.

## Amenaces
La seua principal amenaça és la presa de Nam Theun 2, ja que modifica el flux d'aigua, la temperatura i el contingut de nutrients del riu i, a més, altera i fragmenta el seu hàbitat.